# 隐秘之城
《隐秘之城》（羅馬化：Mueang Laplae）是一部由Magenta Media Creation Company Limited制作，《从湄南河到伊洛瓦底江》的导演查猜·卡特努特执导，琵雅缇达·米提拉荣（Pock）、萍珐·雅加尼基（Monira）、帕莎拉瓦琳·蒂姆库尔（May）、玛丽莎·休斯（Justmine）及Jet ATLAS（Jet）主演的泰国古装浪漫惊悚剧。此剧于2024年8月31日起每周六和周日晚上8时05分在泰国Workpoint TV播出，接档《灵魂之家》，并于同日晚上10时正在Netflix上线。

## 演员阵容
- 琵雅缇达·米提拉荣（英语：Piyathida Mittiraroch）（Pock）饰演 Bua女王
- 萍珐·雅加尼基（英语：Piangfah Yaganegi）（Monira）饰演 Sompho
- 帕莎拉瓦琳·蒂姆库尔（英语：Patharawarin Timkul）（May）饰演 Angkab
- 玛丽莎·休斯（Justmine）饰演 Kala
- Jet ATLAS（Jet）饰演 Shaen

## 制作
- 2024年8月21日，此剧与另外三部的电视剧一同举行了吉祥仪式。[5]